# 闊特 (密蘇里州)
闊特（英語：Quote）是位於美國密蘇里州卡羅爾縣的鬼鎮。

## 歷史
闊特的郵局於1892年設立，其後於1919年停運。

## 地理
闊特所處的海拔為高於海平面238米（即781英呎），而該地所採用的時區為UTC-6，即北美中部時區（CST）。同時該地設有夏令時間，為UTC-6調快一小時，即UTC-5（CDT）。